# Денгсайм
Денгса́йм (фр. Dingsheim) — коммуна на северо-востоке Франции в регионе Гранд-Эст (бывший Эльзас — Шампань — Арденны — Лотарингия), департамент Нижний Рейн, округ Саверн, кантон Буксвиллер. До марта 2015 года коммуна административно входила в состав упразднённого кантона Трюштерсайм (округ Страсбур-Кампань).
Площадь коммуны — 4,95 км², население — 1284 человека (2006) с тенденцией к росту: 1337 человек (2013), плотность населения — 270,1 чел/км².

## Население
Население коммуны в 2011 году составляло 1310 человек, в 2012 году — 1312 человек, а в 2013-м — 1337 человек.
| 1962 | 1968 | 1975 | 1982 | 1990 | 1999 | 2006 | 2008 | 2011 | 2012 | 2013 |
| ---- | ---- | ---- | ---- | ---- | ---- | ---- | ---- | ---- | ---- | ---- |
| 377  | 430  | 1238 | 1210 | 1093 | 1070 | 1284 | 1311 | 1310 | 1312 | 1337 |

Динамика населения:

## Экономика
В 2010 году из 791 человек трудоспособного возраста (от 15 до 64 лет) 583 были экономически активными, 208 — неактивными (показатель активности 73,7 %, в 1999 году — 69,7 %). Из 583 активных трудоспособных жителей работали 549 человек (286 мужчин и 263 женщины), 34 числились безработными (18 мужчин и 16 женщин). Среди 208 трудоспособных неактивных граждан 113 были учениками либо студентами, 72 — пенсионерами, а ещё 23 — были неактивны в силу других причин.

## Достопримечательности (фотогалерея)

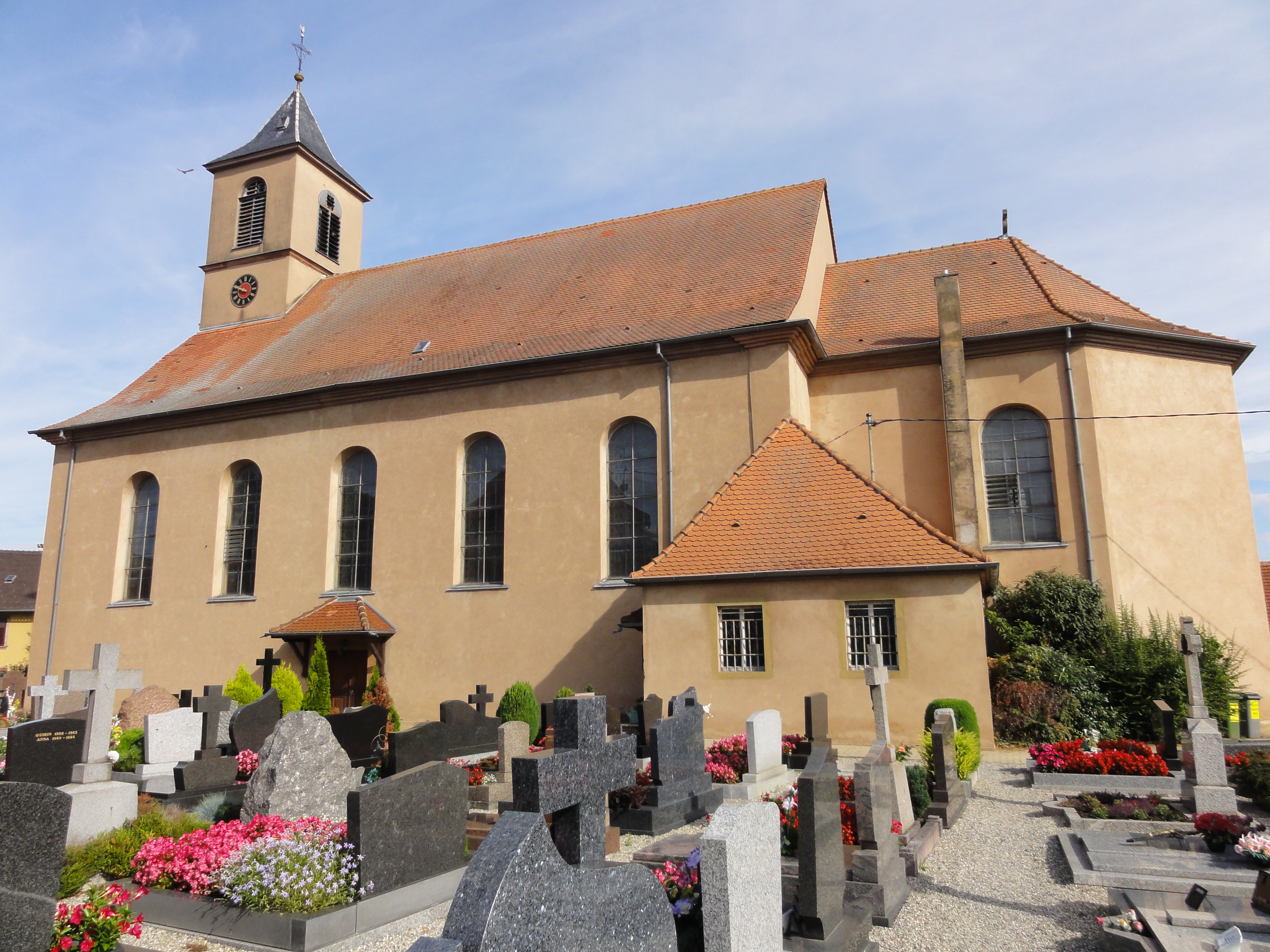
Церковь
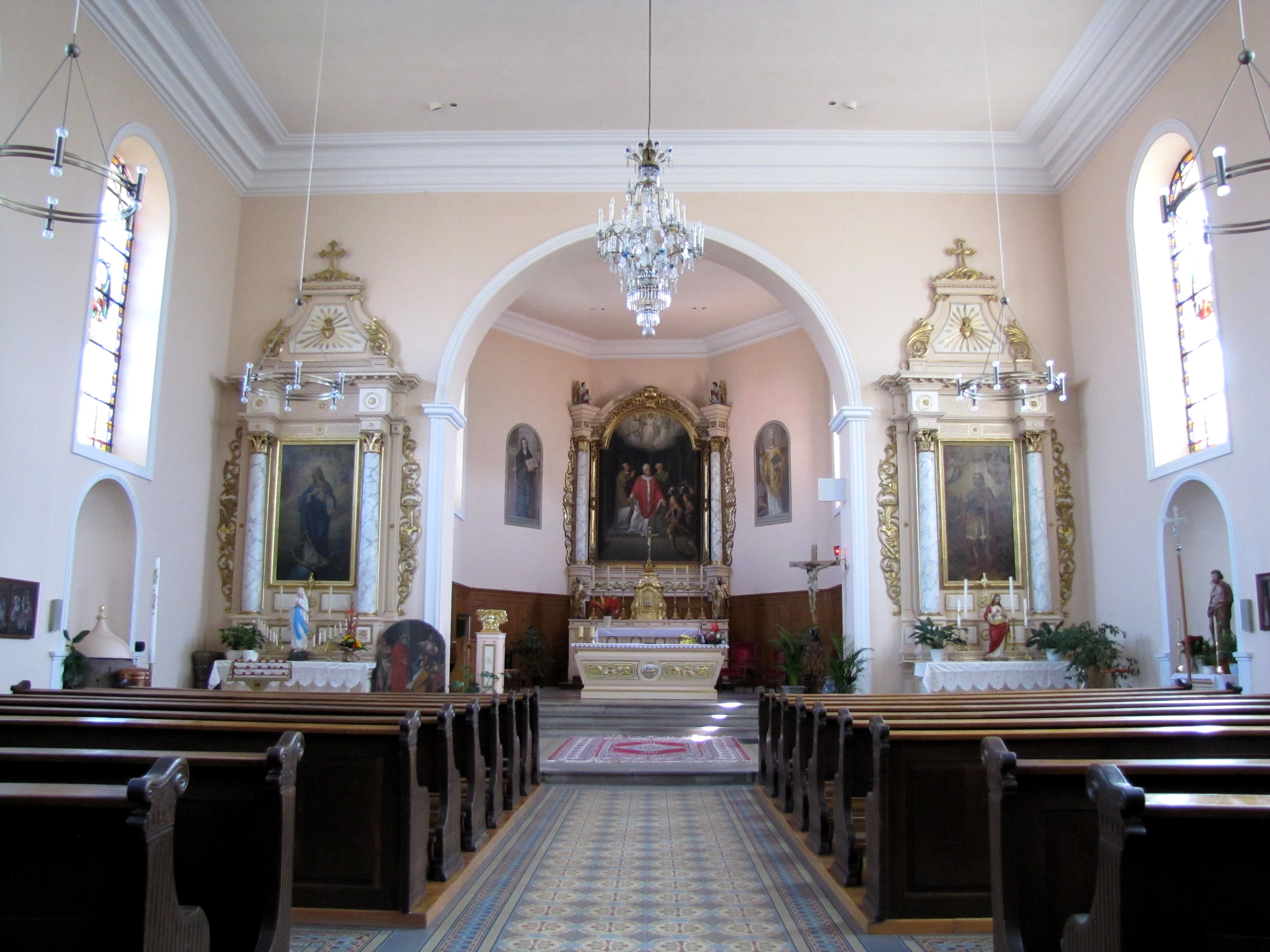
Интерьер
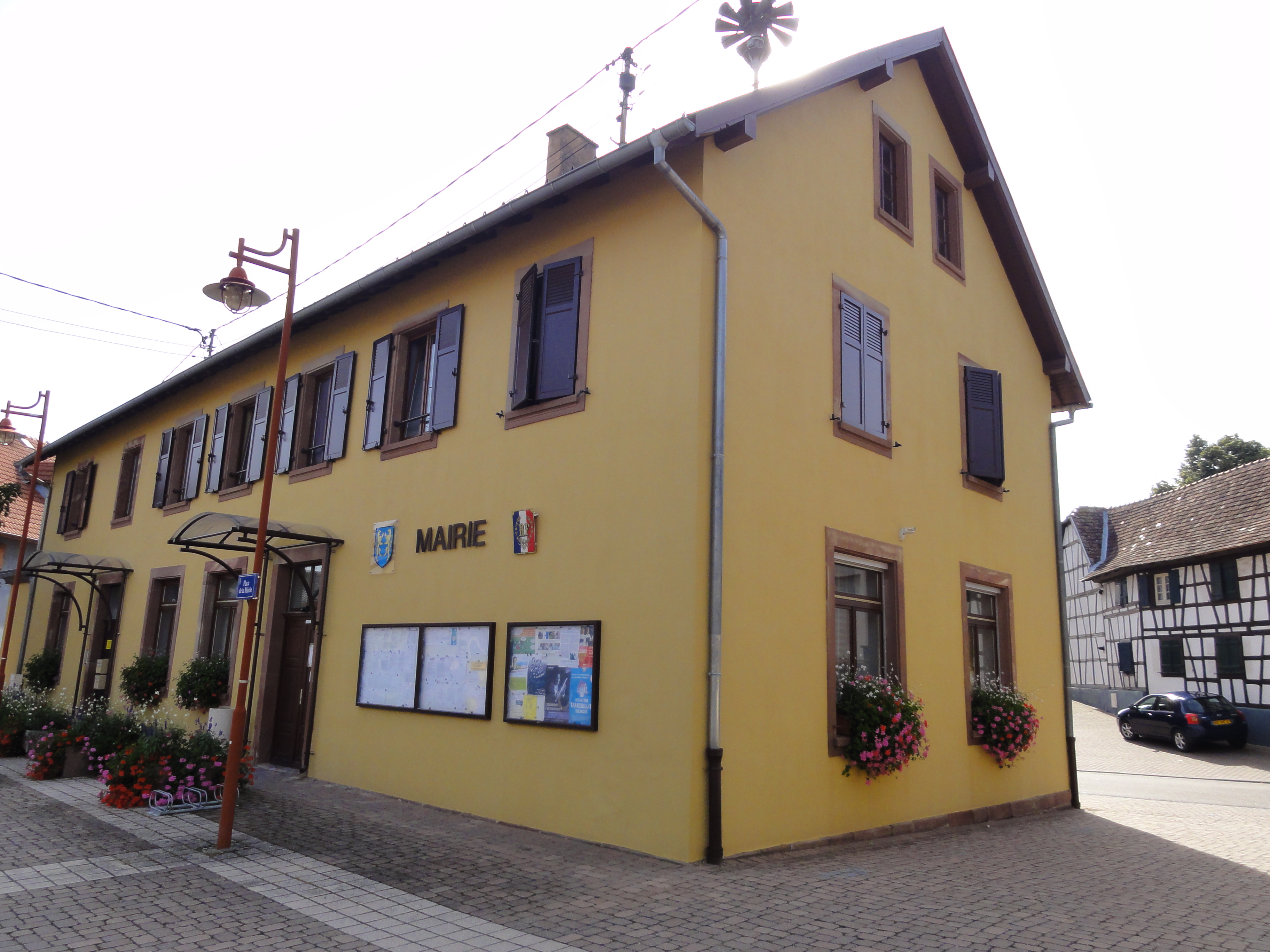
Здание мэрии